# NGC 4735
NGC 4735 est une galaxie spirale barrée située dans la constellation de la Chevelure de Bérénice. Sa vitesse par rapport au fond diffus cosmologique est de 6 695 ± 19 km/s, ce qui correspond à une distance de Hubble de 98,7 ± 6,9 Mpc (∼322 millions d'al). NGC 4735 a été découverte par l'astronome français Guillaume Bigourdan en 1885.
NGC 4735 présente une large raie HI. De plus, c'est une galaxie à sursaut de formation d'étoiles.